# Jüdischer Friedhof (Celle)

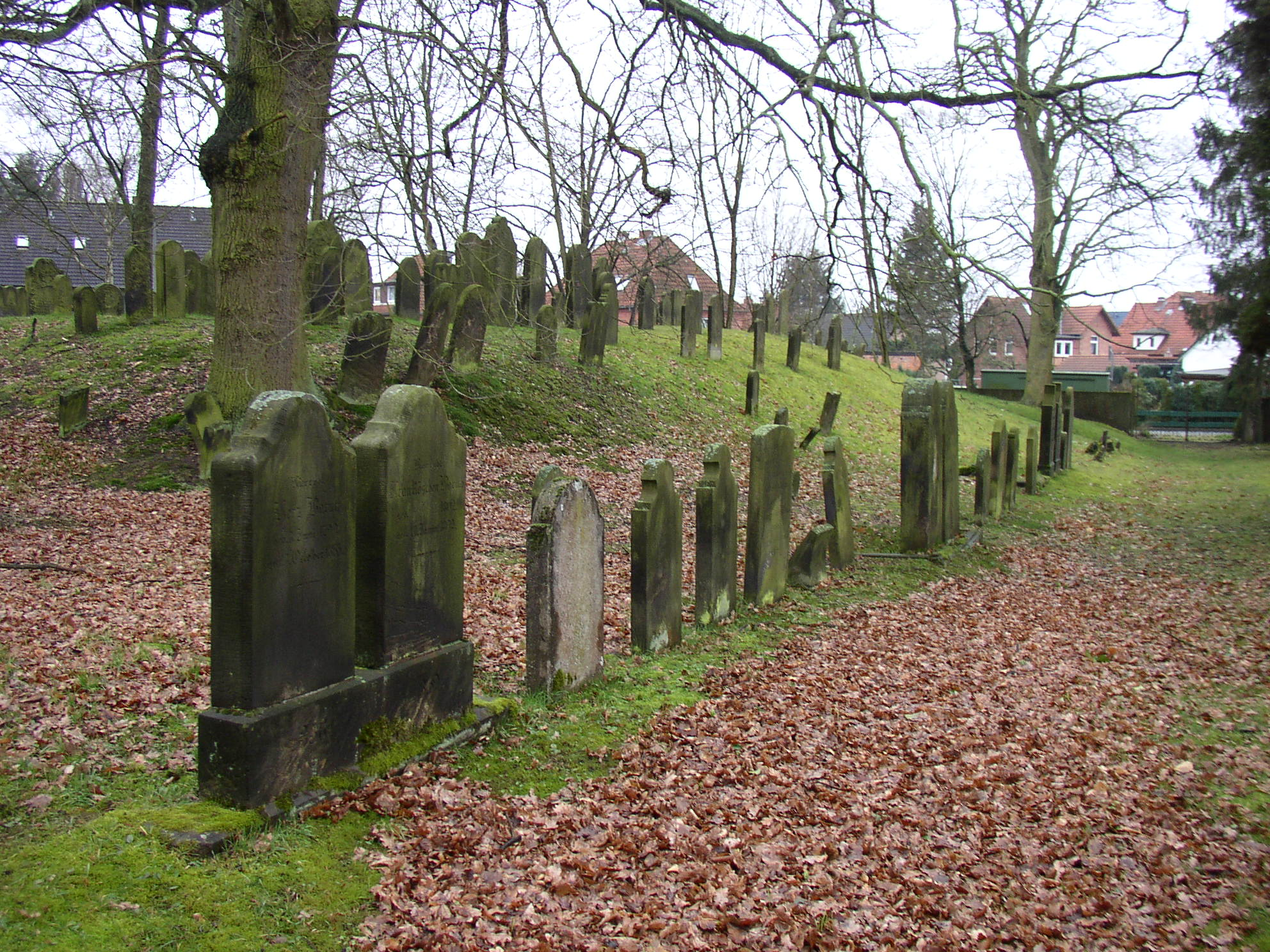
Grabsteine des Friedhofs auf dem Hügel einer Sanddüne

Der Jüdische Friedhof in Celle, der Kreisstadt des niedersächsischen Landkreises Celle, ist ein geschütztes Kulturdenkmal.

## Lage

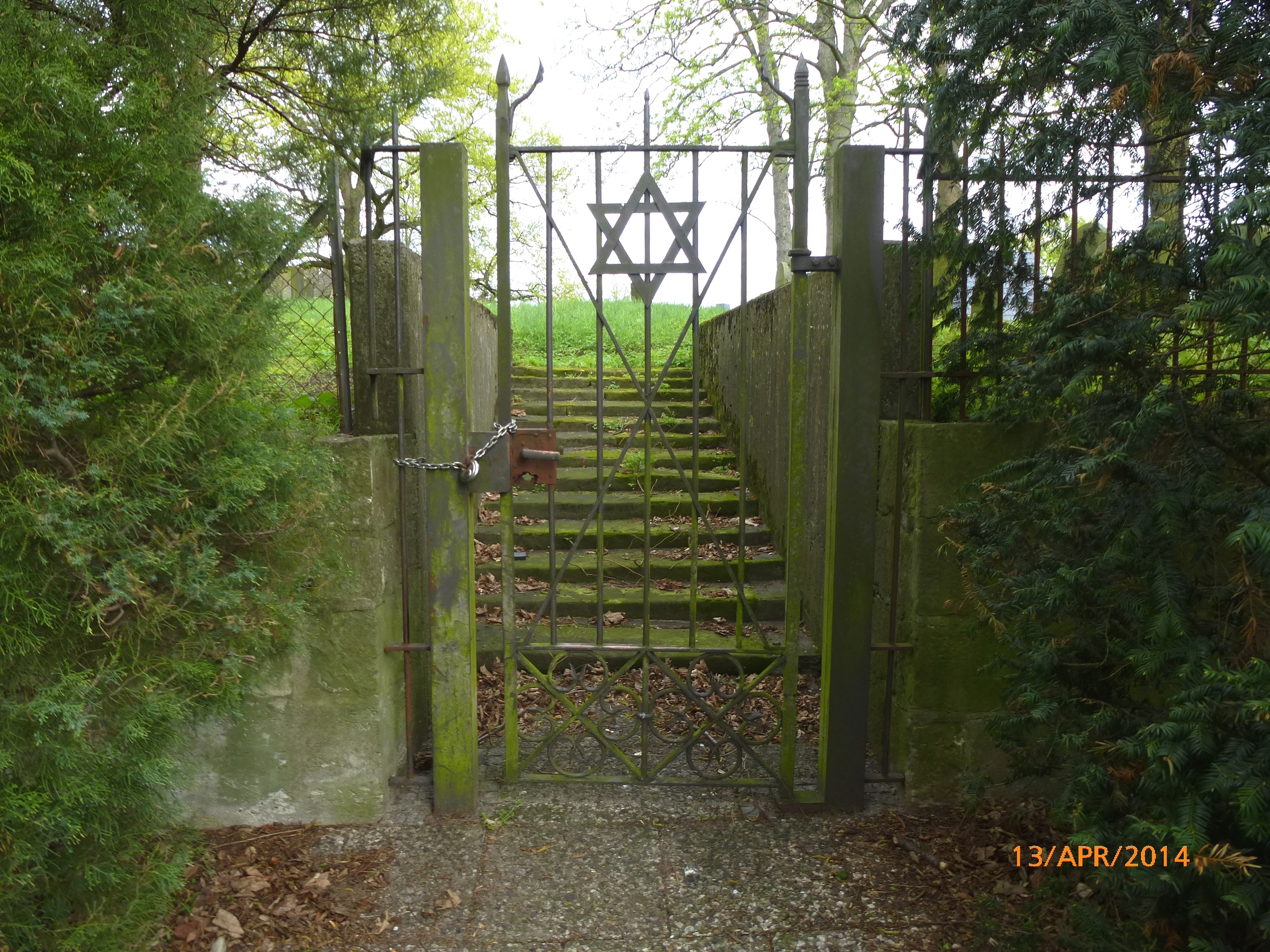
Eingangstor

Der Jüdische Friedhof befindet sich im Ortsteil Hehlentor Am Berge/Hügelstraße auf einem etwa drei Meter hohen Hügel einer Sanddüne. Er ist knapp 2000 m² groß und weist 288 Grabsteine auf.

## Geschichte und Beschreibung
1692 erfolgte eine Anweisung der fürstlichen Regierung an die Celler Juden zum Anlegen eines Friedhofs. Vollständiger Eigentümer wurde die jüdische Gemeinde erst 1704 und 1714 nach dem Erwerb von Grund und Boden. Damit ist der Friedhof älter als die erst um 1740 errichtete Synagoge. 1758 und 1879 wurde der Friedhof erweitert. Die südliche Einfriedungsmauer aus Ziegelmauerwerk stammt wohl von 1885 (teilweise modern erneuert). Der älteste datiert erhaltene Grabstein stammt von 1705. Mit den Beisetzungen wurde an der höchsten Stelle begonnen. Die Gräber dort sind typischerweise nach Südosten (Jerusalem) ausgerichtet und bestehen aus großen Sandsteinstelen. Die nördliche Hälfte des Friedhofs stammt von 1879 und enthält Grabsteine seit dieser Zeit. Die jüngeren Grabsteine zeugen von der Integration der jüdischen Bevölkerung, als man christliche Grabmale nachahmte und die hebräischen Inschriften durch deutsche ersetzt wurden. Der letzte während der Zeit des Nationalsozialismus aufgestellte Grabstein stammt von 1943. Im September 1944 ging das Friedhofsgelände gleichzeitig mit der Synagoge in den Besitz der Stadt über; es wurde aber nicht eingeebnet.
Zum Friedhof gehörte ehemals auf der Südwestecke des Grundstücks eine 1910 von Otto Haesler entworfene Friedhofshalle mit Kuppeldach, die 1938 verwüstet und 1974 nach langem Leerstand abgebrochen wurde. An dieser Stelle steht heute eine große Verteilerstation für Erdgas.
Der Friedhof wurde nach dem Zweiten Weltkrieg noch bis 1953 belegt, vor allem durch Mitglieder der von Displaced Persons aus dem nahen Konzentrationslager Bergen-Belsen neu gegründeten Jüdischen Gemeinde Celle. Im Jahr 1951 wurde der Friedhof mit Landesmitteln wieder hergerichtet. Eigentümer ab 1952 war die Jewish Trust Corporation (JTC); seit 1959 befindet sich der Friedhof im Besitz des Landesverbandes der Jüdischen Gemeinden von Niedersachsen. Seit 1953 ist die Stadt Celle für die Friedhofspflege zuständig. In der Zeit von 1962 bis 1985 wurde der Friedhof vier Mal geschändet.
Der nur selten zu Führungen geöffnete Friedhof kann durch seine Hügellage von der Straße aus gut eingesehen werden.

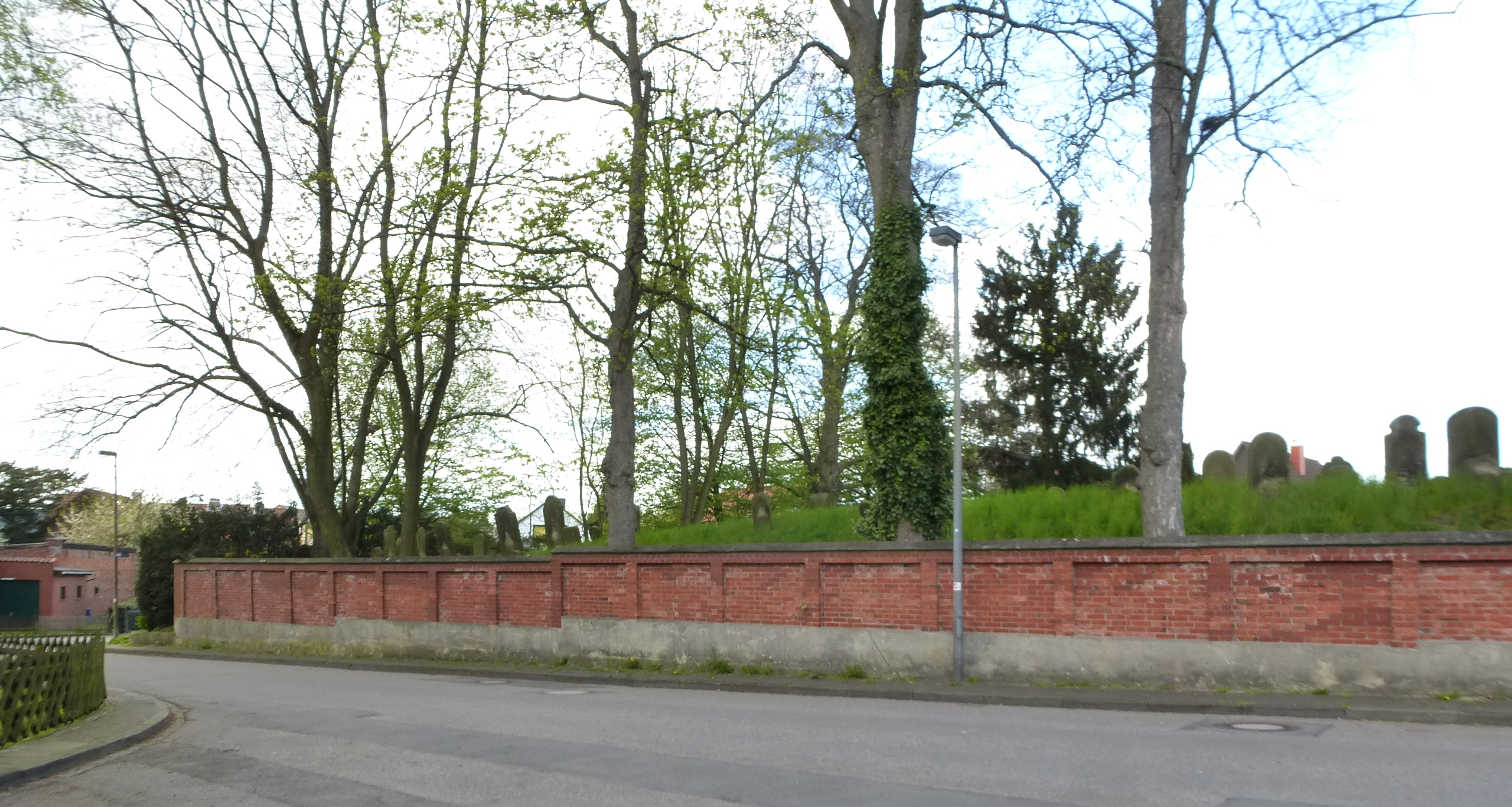
Hügellage des Jüdischen Friedhofs
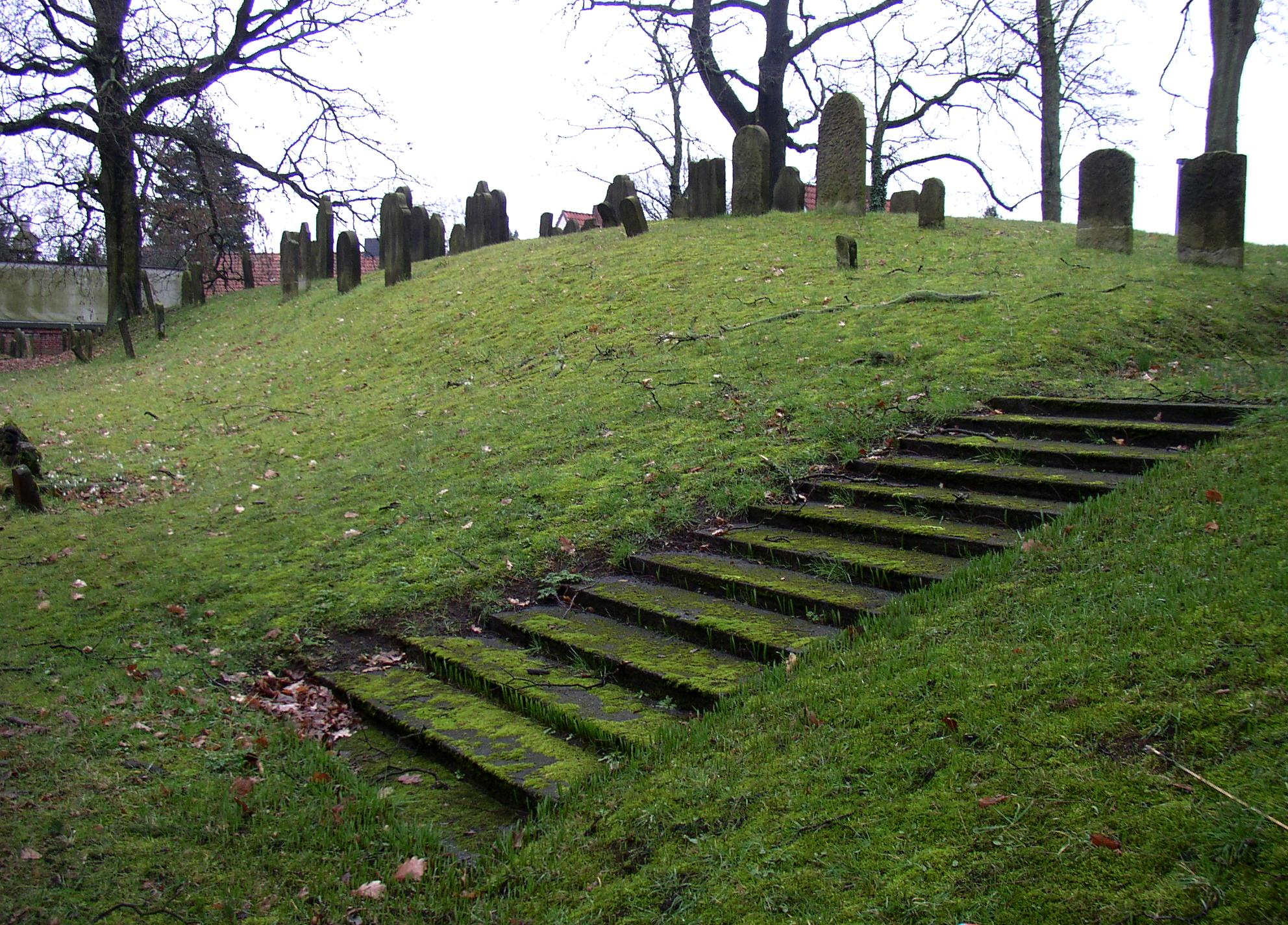
Grabsteine des älteren Friedhofsteils auf dem Hügel
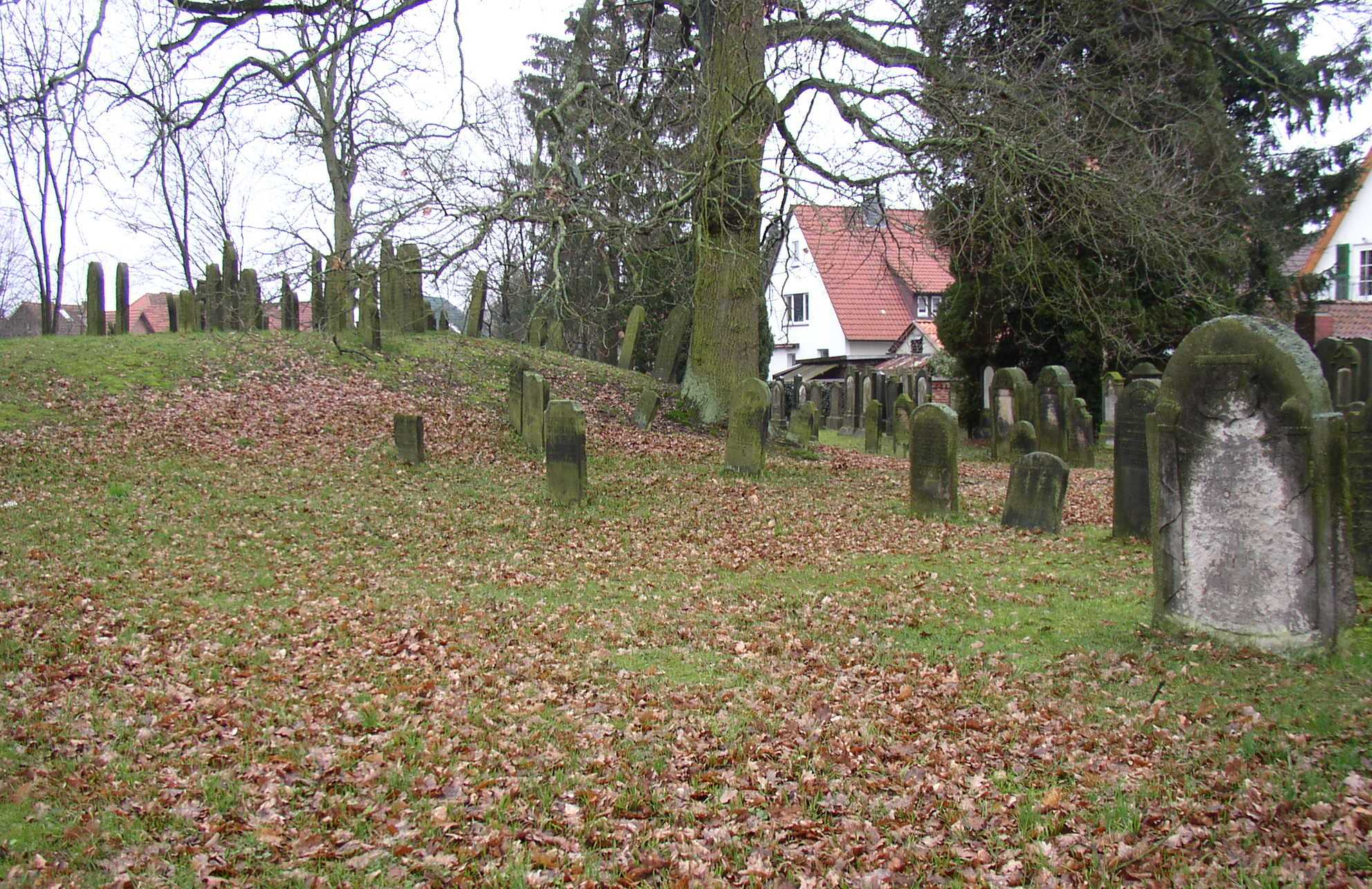
Grabsteine
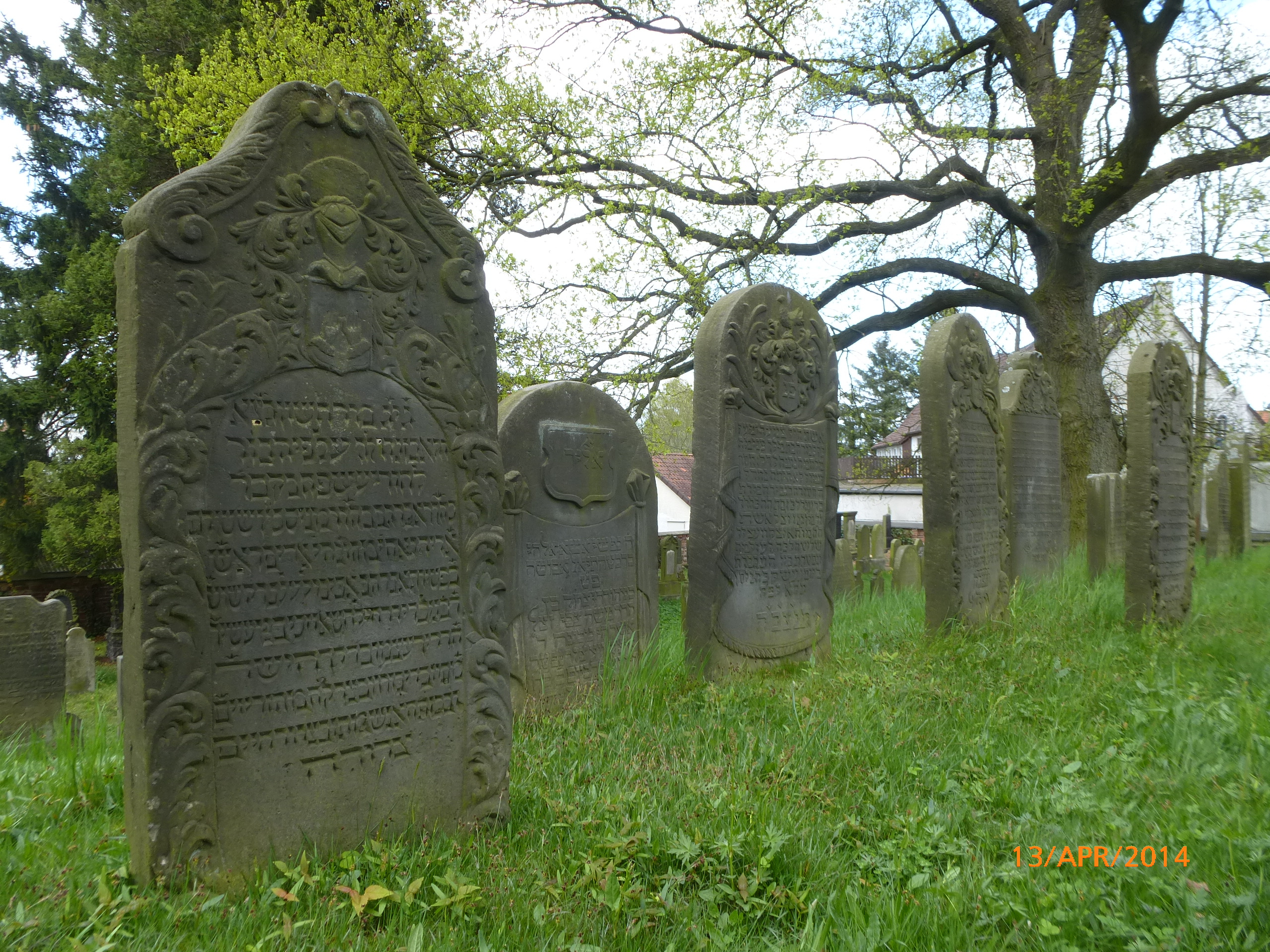
Grabsteine
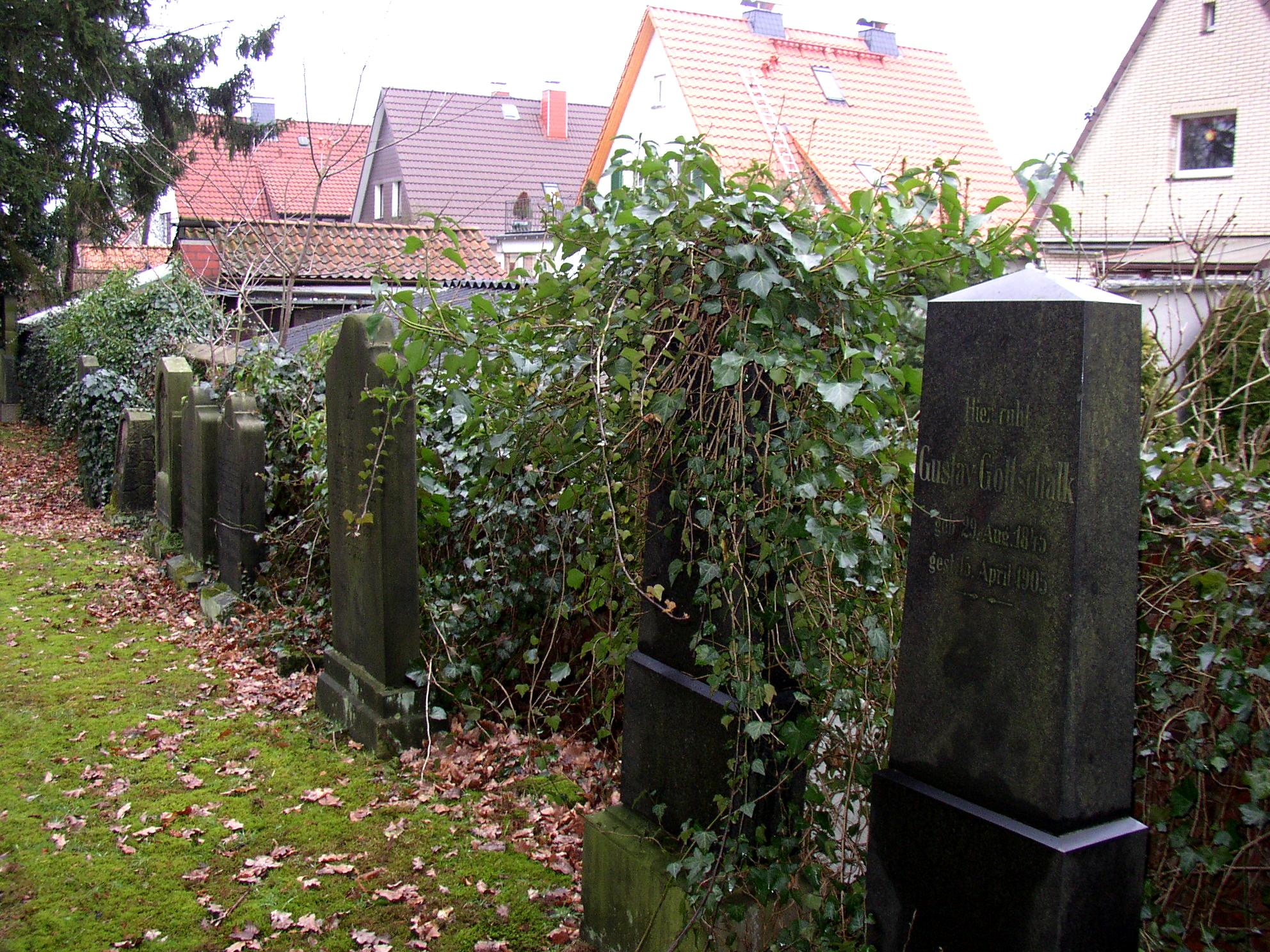
Jüngere Grabsteine des späten 19. Jahrhunderts im nördlichen Friedhofsbereich